# Goran Čaušić
Goran Čaušić (serbio cirílico: Горан Чаушић ; Belgrado, 5 de mayo de 1992) es un futbolista serbio que juega de centrocampista en el Buriram United F. C. de la Liga de Tailandia.

## Trayectoria

### Fútbol base
Producto de la cantera del Estrella Roja de Belgrado, pasó sus primeros dos años de carrera jugando para el equipo filial FK Sopot, en las divisiones inferiores de la competición serbia. En enero de 2012 fue transferido al FK Rad, sin haber debutado como profesional en el Estrella Roja. Debutó de manera profesional con el Rad el 31 de marzo de 2012, en partido de la Superliga Serbia ante el Partizán de Belgrado.

### Eskişehirspor y Osasuna
Fichó por el club turco Eskişehirspor por cuatro temporadas el 26 de diciembre de 2012. Anotó su primer gol con el club el 11 de enero de 2013, en un partido de la Copa de Turquía frente al Mersin İdmanyurdu.
El 13 de julio de 2016 firmó un contrato de dos años con el C. A. Osasuna para jugar en La Liga española.

### Arsenal Tula y Estrella Roja
El 11 de julio de 2017 se anunció su marcha del C. A. Osasuna para recalar en el Arsenal Tula que competía la Liga Premier de Rusia.
El 1 de septiembre de 2018 el Estrella Roja hizo oficial su vuelta al club.
El 7 de julio de 2019 el Arsenal Tula hizo oficial la vuelta del jugador al club ruso un año después de su marcha.

## Clubes
| Club                 | País      | Año       | PJ | Goles |
| -------------------- | --------- | --------- | -- | ----- |
| Estrella Roja        | Serbia    | 2009-2011 | 0  | 0     |
| F. K. Sopot (cedido) | Serbia    | 2009-2011 | 48 | 6     |
| F. K. Rad            | Serbia    | 2012      | 30 | 4     |
| Eskişehirspor        | Turquía   | 2013-2016 | 81 | 5     |
| Manisaspor (cedido)  | Turquía   | 2014      | 17 | 3     |
| C. A. Osasuna        | España    | 2016-2017 | 28 | 1     |
| Arsenal Tula         | Rusia     | 2017-2018 | 32 | 3     |
| Estrella Roja        | Serbia    | 2018-2019 | 27 | 1     |
| Arsenal Tula         | Rusia     | 2019-2022 | 72 | 5     |
| Buriram United F. C. | Tailandia | 2022-Act. | 58 | 25    |

## Palmarés

### Títulos nacionales
| Título              | Club          | País   | Año  |
| ------------------- | ------------- | ------ | ---- |
| Superliga de Serbia | Estrella Roja | Serbia | 2019 |